# Burak Deniz
Burak Deniz (Izmit, 17 de febrero de 1991) es un modelo y actor turco, conocido mayormente por interpretar a Barış/Savaş Aktan en Bizim Hikaye y a Murat Sarsılmaz en la serie Aşk Laftan Anlamaz.

## Biografía
Nació el 17 de febrero de 1991 en Izmit, Turquía. Estudió Historia del Arte en la Universidad de Çanakkale Onsekiz Mart. Posteriormente, siguió estudiando sociología pero su vocación lo llevó a ser actor. Fue descubierto por Gökçe Doruk Erten, un director de casting en Estambul.
Es amante de los animales, la música, la lectura, los viajes, el cine y los deportes. De hecho, fue jugador de hockey sobre hielo. En una entrevista, confesó que le gustaría interpretar a algún personaje defensor de los derechos humanos, como Nelson Mandela o Bob Dylan y que le gustaría "usar mi carrera para conseguir del mundo su mejor versión".

## Carrera profesional
Hizo su debut en televisión en la serie  Kolej Günlüğü en 2011. Llamó especialmente la atención de los productores a raíz de su papel en la serie Medcezir en 2015. 
Trabajó en Tatli Küçük Yalancılar en el papel de Toprak. Fue parte del elenco de Gecenin Kraliçesi dando vida a Mert Alkan. 
Una de sus series más reconocidas es Aşk Laftan Anlamaz''''' (2016-2017), que protagonizó junto a Hande Erçel. En la serie, Burak Deniz interpreta a Murat Sarsılmaz, el príncipe heredero del imperio textil.
En 2017, fue el protagonista, junto a Hazal Kaya, de Bizim Hikaye, una adaptación de la serie original británica Shameless. En ese mismo año, el actor ganó el primer premio de su carrera como el "Actor en ascenso del año" en los Premios GQ Hombres del Año.
En 2018, protagonizó la primera película de su carrera, Arada
En el año 2020 protagonizó la miniserie Yarim Kalan Aşklar .
En 2021 protagonizó   Maraşlı , a mediados de ése año se trasladó a Italia para filmar Le Fate Ignoranti,  una miniserie de Ferzan Ozpetek para el canal Disney Plus.
En 2022, Burak Deniz tendrá un papel en la serie de televisión Şahmeran, que se emitirá en Netflix.
En el año 2023 protagoniza Bambaşka Biri junto a la actriz Hande Erçel.

## Controversias
En el año 2021, Burak Deniz contrajo la enfermedad del coronavirus, motivo por el cual la serie Maraşlı, que estaba rodando en ese momento, quedó suspendida temporalmente. Días después, se conoció la noticia de que su novia por entonces, Didem Soydan, también dio positivo. Sin embargo, mientras ambos estaban contagiados, fueron vistos paseando con su perro en público y sin guardar ninguna medida de protección, saltándose la cuarentena. Por este hecho, el actor fue muy criticado y fue descrito como "inmoral" por la ciudadanía turca, algo que, según aclaró el actor, no les importó.
Un año antes, en 2020, embistió a un motociclista con su coche estando bajo los efectos del alcohol. Según informaron diversos medios turcos, Burak Deniz circulaba por la costa de Arnavutköy, en Estambul y colisionó contra la moto que circulaba delante de él, momento que fue grabado por las cámaras de seguridad. Después de que el motociclista cayera al suelo, Burak Deniz bajó de su coche y, después de asegurarse de que estaba bien, huyó del lugar sin esperar a la policía. Aunque el Ministerio Público pedía 6 años de prisión al actor después de encontrar alcohol en la sangre, debido a que la víctima no sufrió daños, Burak Deniz pagó 1.228 liras de multa y se le suspendió el carnet de conducir durante 6 meses.

## Filmografía

### Televisión
| Año       | Título                 | Personaje                         | Rol              | Canal   |
| --------- | ---------------------- | --------------------------------- | ---------------- | ------- |
| 2011      | Kolej Günlüğü          | Onur                              | Actor de reparto | Kanal D |
| 2012      | Sultan                 | Tarık                             | Actor de reparto | Kanal D |
| 2013-2015 | Kaçak                  | Burak Topçuoğlu                   | Actor de reparto | ATV     |
| 2015      | Medcezir               | Aras                              | Actor de reparto | Star TV |
| 2015      | Tatlı Küçük Yalancılar | Toprak Kaynak                     | Actor de reparto | Star TV |
| 2016      | Gecenin Kraliçesi      | Mert Alkan                        | Actor de reparto | Star TV |
| 2016-2017 | Aşk Laftan Anlamaz     | Murat Sarsılmaz                   | Protagonista     | Show TV |
| 2017-2019 | Bizim Hikaye           | Barış / Savaş Aktan               | Protagonista     | FOX TV  |
| 2021      | Maraşlı                | Celâl "Maraşlı" Kün / Mehmet İnce | Protagonista     | ATV     |
| 2023      | Bambaşka Biri          | Kenan Özturk / Doğan              | Protagonista     | Fox TV  |
| 2024      | Bir Gece Masalı        | Mahir                             | Protagonista     | ATV     |

### Internet
| Año  | Título             | Personaje                  | Rol          | Plataforma |
| ---- | ------------------ | -------------------------- | ------------ | ---------- |
| 2020 | Yarım Kalan Aşklar | Ozan / Mehmet Kadir Bilmez | Protagonista | BluTV      |
| 2021 | Cahil Periler      | Asaf                       | Protagonista | Disney+    |
| 2022 | Şahmeran           | Maran                      | Protagonista | Netflix    |

### Cine
| Año  | Título | Personaje | Rol          | Plataforma |
| ---- | ------ | --------- | ------------ | ---------- |
| 2018 | Arada  | Ozan      | Protagonista | Amazon     |
| 2022 | Kül    | Semih     | Protagonista | Netflix    |
| 2024 | Umami  | Sina      | Protagonista | Netflix    |

### Vídeos musicales
| Año  | Cantante          | Vídeo musical    |
| ---- | ----------------- | ---------------- |
| 2017 | Çağatay Akman     | Bizim Hikaye     |
| 2018 | Cihan Mürtezaoğlu | Bir Beyaz Orkide |
| 2019 | Urdu1             | Hamari Kahani    |

## Premios y nominaciones
| Año  | Premios            | Categoría                | Resultado | Ref.          |
| ---- | ------------------ | ------------------------ | --------- | ------------- |
| 2017 | GQ Hombres del Año | Actor en ascenso del año | Ganador   | [ 10 ] [ 16 ] |